# Dicranomyia kraaiensis
Dicranomyia kraaiensis är en tvåvingeart som först beskrevs av Alexander 1964.  Dicranomyia kraaiensis ingår i släktet Dicranomyia och familjen småharkrankar. Inga underarter finns listade i Catalogue of Life.